# Jesse Williams (calciatore)
Jesse Williams (18 maggio 2001) è un calciatore trinidadiano, difensore svincolato della nazionale trinidadiana.

## Carriera

### Club
Cresciuto nelle giovanili del La Horquetta Rangers, nel 2020 si è trasferito in Irlanda del Nord al Coleraine, dove ha giocato per due anni nel settore giovanile. Il 18 gennaio 2022 ha firmato un contratto annuale con i Pittsburgh Riverhounds.

### Nazionale
L'8 maggio 2021 ha esordito con la nazionale trinidadiana giocando l'incontro vinto per 2-0 contro il Saint Kitts e Nevis, valido per le qualificazioni al campionato mondiale di calcio 2022. In seguito è stato convocato per la CONCACAF Gold Cup 2021.

## Statistiche

### Presenze e reti nei club
Statistiche aggiornate al 31 maggio 2022.
| Stagione        | Squadra                | Campionato      | Campionato | Campionato | Coppe nazionali | Coppe nazionali | Coppe nazionali | Coppe continentali | Coppe continentali | Coppe continentali | Altre coppe | Altre coppe | Altre coppe | Totale | Totale |
| Stagione        | Squadra                | Comp            | Pres       | Reti       | Comp            | Pres            | Reti            | Comp               | Pres               | Reti               | Comp        | Pres        | Reti        | Pres   | Reti   |
| --------------- | ---------------------- | --------------- | ---------- | ---------- | --------------- | --------------- | --------------- | ------------------ | ------------------ | ------------------ | ----------- | ----------- | ----------- | ------ | ------ |
| 2022            | Pittsburgh Riverhounds | USLC            | 1          | 0          | USOC            | 1               | 0               |                    | -                  | -                  |             | -           | -           | 2      | 0      |
| Totale carriera | Totale carriera        | Totale carriera | 1          | 0          |                 | 1               | 0               |                    | -                  | -                  |             | -           | -           | 2      | 0      |

### Cronologia presenze e reti in nazionale
| Cronologia completa delle presenze e delle reti in nazionale ― Trinidad e Tobago | Cronologia completa delle presenze e delle reti in nazionale ― Trinidad e Tobago | Cronologia completa delle presenze e delle reti in nazionale ― Trinidad e Tobago | Cronologia completa delle presenze e delle reti in nazionale ― Trinidad e Tobago | Cronologia completa delle presenze e delle reti in nazionale ― Trinidad e Tobago | Cronologia completa delle presenze e delle reti in nazionale ― Trinidad e Tobago | Cronologia completa delle presenze e delle reti in nazionale ― Trinidad e Tobago | Cronologia completa delle presenze e delle reti in nazionale ― Trinidad e Tobago |
| Data                                                                             | Città                                                                            | In casa                                                                          | Risultato                                                                        | Ospiti                                                                           | Competizione                                                                     | Reti                                                                             | Note                                                                             |
| -------------------------------------------------------------------------------- | -------------------------------------------------------------------------------- | -------------------------------------------------------------------------------- | -------------------------------------------------------------------------------- | -------------------------------------------------------------------------------- | -------------------------------------------------------------------------------- | -------------------------------------------------------------------------------- | -------------------------------------------------------------------------------- |
| 8-6-2021                                                                         | Santo Domingo                                                                    | Trinidad e Tobago                                                                | 2 – 0                                                                            | Saint Kitts e Nevis                                                              | Qual. Mondiali 2022                                                              | -                                                                                |                                                                                  |
| 10-7-2021                                                                        | Arlington                                                                        | Messico                                                                          | 0 – 0                                                                            | Trinidad e Tobago                                                                | Gold Cup 2021 - 1º turno                                                         | -                                                                                | 64’                                                                              |
| 18-7-2021                                                                        | Frisco                                                                           | Guatemala                                                                        | 1 – 1                                                                            | Trinidad e Tobago                                                                | Gold Cup 2021 - 1º turno                                                         | -                                                                                | 75’                                                                              |
| 21-1-2022                                                                        | Sucre                                                                            | Bolivia                                                                          | 5 – 0                                                                            | Trinidad e Tobago                                                                | Amichevole                                                                       | -                                                                                | 46’                                                                              |
| 25-3-2022                                                                        | Port of Spain                                                                    | Trinidad e Tobago                                                                | 9 – 0                                                                            | Barbados                                                                         | Amichevole                                                                       | -                                                                                | 20’                                                                              |
| 29-3-2022                                                                        | Port of Spain                                                                    | Trinidad e Tobago                                                                | 1 – 1                                                                            | Guyana                                                                           | Amichevole                                                                       | -                                                                                |                                                                                  |
| 25-9-2022                                                                        | Chiang Mai                                                                       | Thailandia                                                                       | 1 – 1                                                                            | Trinidad e Tobago                                                                | Amichevole                                                                       | -                                                                                | 46’ 89’                                                                          |
| 29-1-2023                                                                        | Port of Spain                                                                    | Trinidad e Tobago                                                                | 2 – 0                                                                            | Saint-Martin                                                                     | Amichevole                                                                       | -                                                                                | 75’                                                                              |
| 11-3-2023                                                                        | Montego Bay                                                                      | Giamaica                                                                         | 0 – 1                                                                            | Trinidad e Tobago                                                                | Amichevole                                                                       | -                                                                                | 87’                                                                              |
| 14-3-2023                                                                        | Kingston                                                                         | Giamaica                                                                         | 0 – 0                                                                            | Trinidad e Tobago                                                                | Amichevole                                                                       | -                                                                                | 65’                                                                              |
| 16-11-2023                                                                       | Austin                                                                           | Stati Uniti                                                                      | 3 – 0                                                                            | Trinidad e Tobago                                                                | CONCACAF Nations League 2023-2024 - Quarti di finale                             | -                                                                                | 66’                                                                              |
| 17-12-2024                                                                       | Riad                                                                             | Arabia Saudita                                                                   | 3 – 1                                                                            | Trinidad e Tobago                                                                | Amichevole                                                                       | -                                                                                | 60’                                                                              |
| 6-2-2025                                                                         | Montego Bay                                                                      | Giamaica                                                                         | 1 – 0                                                                            | Trinidad e Tobago                                                                | Amichevole                                                                       | -                                                                                | 62’                                                                              |
| 9-2-2025                                                                         | Kingston                                                                         | Giamaica                                                                         | 1 – 1                                                                            | Trinidad e Tobago                                                                | Amichevole                                                                       | -                                                                                | 65’                                                                              |
| 31-5-2025                                                                        | Brentford                                                                        | Trinidad e Tobago                                                                | 0 – 4                                                                            | Ghana                                                                            | Amichevole                                                                       | -                                                                                | 76’                                                                              |
| Totale                                                                           |                                                                                  | Presenze                                                                         | 15                                                                               |                                                                                  | Reti                                                                             | 0                                                                                |                                                                                  |